# Marko Markovski
Marko Markovski (in serbo Марко Марковски?; Belgrado, 26 maggio 1986) è un ex calciatore serbo, di ruolo attaccante.

## Carriera

### Club
Ha giocato nella massima serie dei campionati serbo, greco, moldavo e israeliano.

### Nazionale
Ha giocato nella nazionale Under-19 di Serbia e Montenegro.

## Palmarès

### Club

#### Competizioni nazionali
- Campionato moldavo: 1

Sheriff Tiraspol: 2012-2013
- Supercoppa di Moldavia: 1

Sheriff Tiraspol: 2013